# (13032) Tarn
(13032) Tarn ist ein Asteroid des Hauptgürtels, der am 7. Oktober 1989 vom belgischen Astronomen Eric Walter Elst am La-Silla-Observatorium (IAU-Code 809) der Europäischen Südsternwarte in Chile entdeckt wurde.
Der Asteroid wurde am 19. August 2008 nach dem französischen Fluss Tarn benannt, der auf dem Hochplateau des Mont Lozère in den Cevennen entspringt und unterhalb von Moissac als rechter Nebenfluss in die Garonne mündet.